# Emil Zátopek
Emil Zátopek (fil), född 19 september 1922 i Kopřivnice i dåvarande Tjeckoslovakien, död 22 november 2000 i Prag i Tjeckien, var en tjeckoslovakisk friidrottare. Han vann olympiskt guld på 10 000 meter löpning för herrar i Olympiska sommarspelen 1948 i London i Storbritannien efter att ha varvat alla medtävlare utom två. Han blev tvåa på 5 000 meter tre dagar senare. Vid Olympiska sommarspelen 1952 i Helsingfors i Finland vann han 10 000 meter, 5 000 meter och maraton. Han är den enda löpare någonsin som vunnit alla dessa distanser i samma olympiska spel. Han agerade också när sovjetarmén invaderade Tjeckoslovakien 1968, och blev på grund av sina uttalanden fråntagen sin militära rang och alla sina förmåner.

## Utmärkelser
Asteroiden 5910 Zátopek är uppkallad efter honom.

## Världsrekord
- 1949 – 10 000 meter 29.28,2
- 1949 - 10 000 meter 29.21,2
- 1950 - 10 000 meter 29.02,6
- 1951 – 20 000 meter 1.01,16,0
- 1951 - 20 000 meter 59.51,8

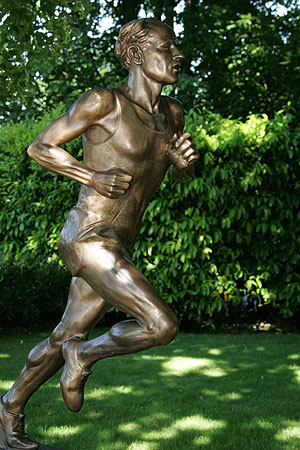
Staty av Emil Zátopek

- 1951 – Entimmeslöpning 19 558 meter
- 1951 – Entimmeslöpning 20 052 meter
- 1952 – 25 000 meter 1.19,11,8
- 1952 – 30 000 meter 1.35,23,8
- 1953 – 10 000 meter 29.01,6
- 1954 - 5 000 meter 13.57,2
- 1954 – 10 000 meter 28.54,2
- 1955 – 25 000 meter 1:16.36,4